# Sensible Soccer: European Champions: 92/93 Edition
Sensible Soccer is een computerspel dat werd ontwikkeld door Sensible Software en uitgegeven door voor Renegade Software. Het spel kwam in 1991 uit voor de Commodore Amiga en de Atari ST. Hierna kwamen versies voor de meeste andere populaire homecomputers van die tijd. Het computerspel is een voetbalspel waarbij het speelveld van  bovenaf wordt getoond.

## Platforms
| Jaar | Platform                                                                                         |
| ---- | ------------------------------------------------------------------------------------------------ |
| 1992 | Amiga, Atari ST                                                                                  |
| 1993 | Acorn 32-bit, Amiga CD32, DOS, Game Boy, Game Gear, SEGA CD, SEGA Master System, Sega Mega Drive |
| 1995 | Jaguar                                                                                           |
| 2005 | J2ME                                                                                             |

## Ontvangst
| Beoordeeld door                | Platform           | Datum            | Score |
| ------------------------------ | ------------------ | ---------------- | ----- |
| Amiga Power                    | Amiga              | januari 1993     | 94%   |
| CU Amiga                       | Amiga              | december 1992    | 94%   |
| ASM (Aktueller Software Markt) | Amiga CD32         | februari 1994    | 92%   |
| Joypad                         | SEGA Master System | januari 1994     | 89%   |
| Amiga Joker                    | Amiga              | december 1992    | 83%   |
| PC Games (Duitsland)           | DOS                | augustus 1993    | 82%   |
| PC Player (Duitsland)          | DOS                | juni 1993        | 81%   |
| Amiga Joker                    | Amiga CD32         | november 1993    | 81%   |
| Power Play                     | Amiga              | januari 1993     | 80%   |
| GameSpot                       | J2ME               | 24 november 2004 | 67%   |